# 賀恩
賀恩（1496年—？年），字君錫，號橫山，南直隸揚州府儀真縣人，軍籍，治《易經》。

## 生平
十一月初十日生，行三，由縣學生中式應天府鄉試第一百二十五名舉人，年三十七歲中式嘉靖十一年壬辰科會試中式第二百十四名，第三甲第二百二十九名進士。觀吏部政。授刑部主事，降安吉州同知，升南京刑部主事、员外郎、郎中。

## 家族
曾祖賀安；祖賀盛；父賀昻；母鄒氏。具慶下，妻楊氏，兄爵；祿，弟寵；祚。